# Jarosławki (Poméranie-Occidentale)
Pour les articles homonymes, voir Jarosławki.
Jarosławki est une localité polonaise de la gmina mixte de Maszewo, située dans le powiat de Goleniów en voïvodie de Poméranie-Occidentale. Elle se situe à environ 19 km au sud-est de la ville de Goleniów et 33 km à l'est de la capitale régionale Szczecin. 

## Géographie

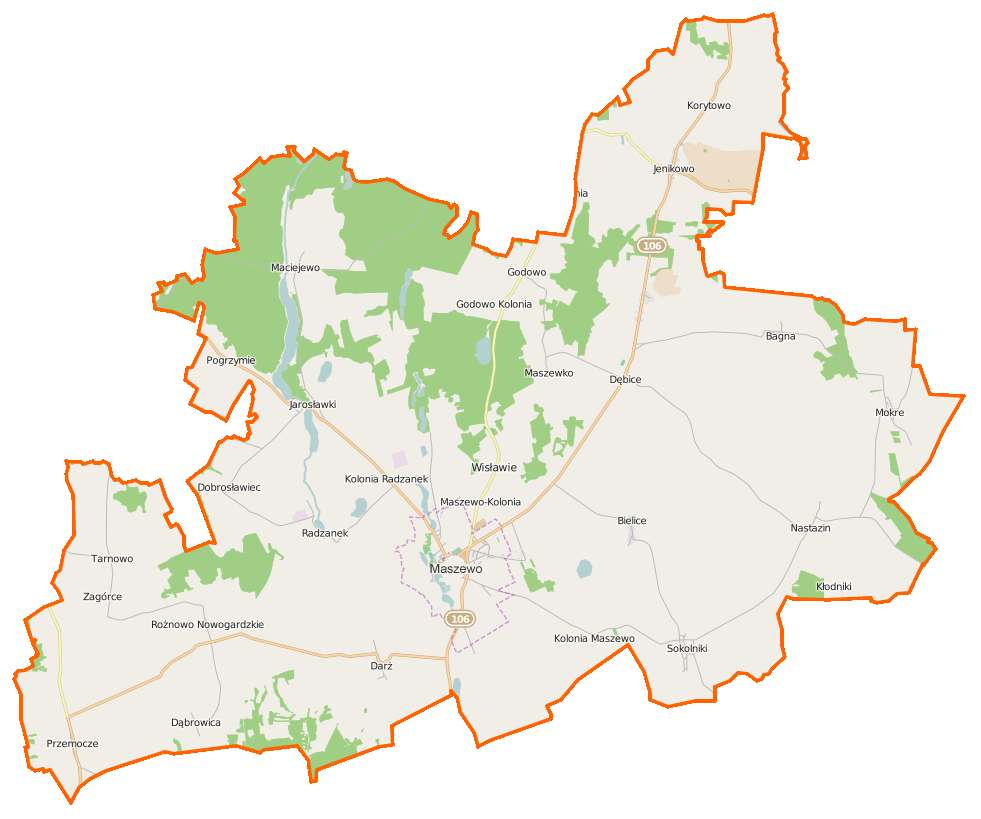
Carte de la gmina de Maszewo.